# Matthew Rolston
Matthew Russell Rolston (Los Ángeles; 1 de marzo de 1955)), es un fotógrafo de moda de América, que también trabaja como director en el campo de videos musicales y comerciales.
Descubierto y puesto en marcha por Andy Warhol durante su carrera, sus fotografías han aparecido en revistas como Harper's Bazaar, Interview, Marie Claire, Cosmopolitan, Esquire y Rolling Stone y ha trabajado con muchos diseñadores y empresas como GAP, Ralph Lauren, Neutrogena, Campari, L'Oréal, Clairol, Estée Lauder, Pantene, Burberry, Maybelline, Bacardi, Levi's, Elizabeth Arden, General Motors, Max Factor, Old Navy y Revlon.
Sus obras han sido expuestas en Europa, Japón y los EE. UU. como en el Museo Whitney de Arte Americano en Nueva York. Una colección de sus fotografías fue publicado en 1991 en el libro Big Pictures.